# Waleri Jefremowitsch Nikitenko
Waleri Jefremowitsch Nikitenko (russisch Валерий Ефремович Никитенко; * 30. März 1940 in Owrutsch, Ukrainische SSR) ist ein russischer Schauspieler und Synchronsprecher.

## Leben
Waleri Nikitenko wuchs in der nordukrainischen Kleinstadt Owrutsch auf.
Nach seinem Schulabschluss absolvierte er von 1958 bis 1962 seine Schauspielausbildung an der Nationalen Akademie der Künste der Ukraine in Kiew. Er wirkte als Schauspieler vor der Kamera von 1963 bis 2015 in mehr als 30 Film- und Fernsehproduktionen mit.
In der deutschen Synchronfassung wurde Nikitenko unter anderem von Otto Mellies gesprochen.
Als Bühnendarsteller war Nikitenko unter anderem am Maxim-Gorki-Theater der Krim und am Sankt Petersburger Akimow-Komödientheater tätig.
Nikitenko war zudem als Synchronsprecher für Animationsfilme und Zeichentrickfilme aktiv und lieh damit in russischer Sprache beispielsweise Figuren in Die Schöne und das Biest, Der König der Löwen oder in Mulan seine Stimme.
Nikitenko ist Träger der Titel Verdienter Künstler der RSFSR (23. März 1981) und Volkskünstler Russlands (25. Oktober 2009) sowie des Verdienstordens für das Vaterland II. Klasse (29. Oktober 2004). 2013 erhielt er den Theaterpreis Золотой софит (Solotoi sofit).

## Filmografie (Auswahl)
- 1964: Der Staatsverbrecher (Gosudarstwenny prestubnik)
- 1967: Die Schneekönigin (Sneschnaja korolewa)